# 루바나시

시 문장

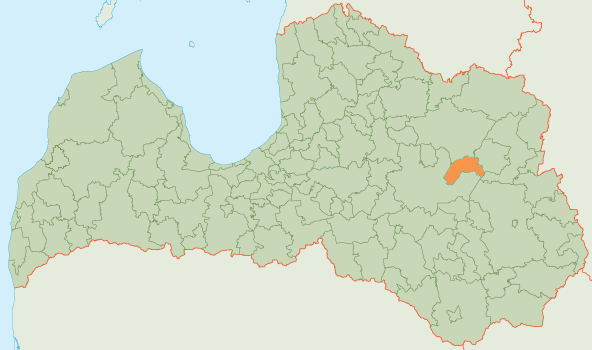
루바나 시의 위치

루바나시(라트비아어: Lubānas novads)는 라트비아의 지방 자치체로 행정 중심지는 루바나이며 면적은 346.9km2, 인구는 2,881명(2009년 기준), 인구 밀도는 8.3명/km2이다. 1개 도시, 1개 교구를 관할한다.